# 恐怖の報酬 (1977年の映画)
『恐怖の報酬』（きょうふのほうしゅう、Sorcerer）は、1977年のアメリカ合衆国のサスペンス映画。監督はウィリアム・フリードキン、出演はロイ・シャイダーとブリュノ・クレメールなど。
1953年のフランス映画『恐怖の報酬（Le Salaire de la peur）』のリメイクであり、4人の男がニトログリセリンをトラックで運ぶというオリジナルの設定に加え､主人公たちの行く手を遮るジャングルの泥濘、豪雨、今にもトラックが落ちそうなぼろぼろの吊橋、積荷を奪おうとする反政府ゲリラなど、オリジナルにはなかった緊張感を煽る演出が加えられている。

## ストーリー
ジャングルに囲まれた南米のとある独裁国にある田舎町ポルベニール。そこは犯罪者､ならず者などが暮らす街でもあった。
ある日、ポルベニールから300マイルほど離れた山の上の油田で爆発事故が起こる。
石油会社の支配人（ラモン・ビエリ）は、この炎を収めるには、爆薬を運び込んで爆風で吹き消すしか手はないと判断。しかし倉庫には少しの衝撃で大爆発を起こしかねないニトログリセリンしかない。そこで石油会社は多額の報酬を条件にポルベニールからニトロ運搬の希望者を募集する。
賭場荒らしの際にマフィア幹部の弟に重傷を負わせたため、組織から追われるアイリッシュギャングのドミンゲス（ロイ・シャイダー）、不正融資で多額の焦げ付きを作って逃亡したフランスの銀行家セラーノ（ブリュノ・クレメール）、ナチス残党狩りの殺し屋ニーロ（フランシスコ・ラバル）、パレスチナ過激派グループの爆弾犯として警察に追われるカッセム（アミドウ）の4人の男が選出される。
彼らは二台のトラックでジャングルを渡りニトロを火災現場に届けるという危険な旅に出かけるのだが、途中には泥濘、崩落寸前の吊り橋、道を塞ぐ巨大な倒木、出没する反政府ゲリラなど想像を絶する困難が待ち受けていた。

## キャスト
| 役名                 | 俳優                               | 日本語吹替                                                        |
| 役名                 | 俳優                               | テレビ朝日版                                                      |
| -------------------- | ---------------------------------- | ----------------------------------------------------------------- |
| フアン・ドミンゲス   | ロイ・シャイダー                   | 羽佐間道夫                                                        |
| セラーノ             | ブリュノ・クレメール               | 木村幌                                                            |
| ニーロ               | フランシスコ・ラバル               | 大塚周夫                                                          |
| カッサム             | アミドウ                           | 樋浦勉                                                            |
| コーレット           | ラモン・ビエリ                     | 富田耕生                                                          |
| ラーティグ           | ピーター・カペル                   | 大久保正信                                                        |
| マルケス             | カール・ジョン                     | 及川ヒロオ                                                        |
| カルロス             | フリードリッヒ・フォン・レデブール | 杉田俊也                                                          |
| ボビー・デル・リオス | チコ・マルティネス                 | 玄田哲章                                                          |
| 不明 その他          |                                    | 青野武 嶋俊介 筈見純 飯塚昭三 田中康郎 平林尚三 笹岡繁蔵 小林由利 |
|                      |                                    |                                                                   |
| 演出                 | 演出                               | 小林守夫                                                          |
| 翻訳                 | 翻訳                               | 飯嶋永昭                                                          |
| 効果                 | 効果                               | 芦田公雄                                                          |
| 調整                 | 調整                               | 前田仁信                                                          |
| 制作                 | 制作                               | 東北新社                                                          |
| 解説                 | 解説                               | 淀川長治                                                          |
| 初回放送             | 初回放送                           | 1980年5月25日 『日曜洋画劇場』                                    |

- 吹替は2019年9月18日発売 恐怖の報酬【オリジナル完全版】<<最終盤)>>のみ収録。（通常版は吹替無し）

## 製作・公開
- 北米以外では約30分カットされ『Wages of Fear』と原作の英訳に改題されたバージョンが上映され、CICが北米以外の配給を担当した。本来のエンディングでは、ドミンゲスを追うマフィアの刺客がポルベニールに降り立つというバッドエンドを予感させるものだが、これがカットされているため、エンディングの印象は全く異なったものになっている。
- 2013年、複雑な権利関係を整理しフリードキン監督自らの手により4Kデジタルリマスター版が制作され、2013年8月29日のヴェネツィア国際映画祭でのワールドプレミアを皮切りに世界各国で上映された。日本では2018年11月24日に『恐怖の報酬【オリジナル完全版】』のタイトルで公開され、CIC日本支社やUIP日本支社とは関わっていない[2]。
- 53年版でシャルル・ヴァネルが演じた役柄を、本作ではフランシスコ・ラバルが演じているが、2人ともカンヌ国際映画祭 男優賞を受賞した経験を持つ。
- 当初はスティーブ・マックイーンやマルチェロ・マストロヤンニなどが企画されていた。

## 作品の評価
Rotten Tomatoesによれば、批評家の一致した見解は「予測不能なスピードで疾走し続ける『恐怖の報酬』は、常軌を逸した手に汗握る緊張感のある野心的な場面の連続を特徴としている。」であり、39件の評論のうち高評価は79%にあたる31件で、平均点は10点満点中7.40点となっている。Metacriticによれば、13件の評論のうち、高評価は7件、賛否混在は6件、低評価はなく、平均点は100点満点中68点となっている。